# Rihito Yamamoto
Rihito Yamamoto (jap. 山本 理仁, Yamamoto Rihito; * 12. Dezember 2001 in Sagamihara, Präfektur Kanagawa) ist ein japanischer Fußballspieler.

## Karriere
Rihito Yamamoto erlernte das Fußballspielen in der Jugendmannschaft von Tokyo Verdy. Hier unterschrieb er 2019 auch seinen ersten Profivertrag. Der Verein, der in der Präfektur Tokio beheimatet ist, spielte in der zweithöchsten japanischen Liga, der J2 League. Für Tokyo absolvierte er 104 Zweitligaspiele. Im Juli 2022 ging er in die erste Liga, wo  er sich Gamba Osaka aus Suita anschloss. Bis Mitte 2023 bestritt er 13 Ligaspiele für Gamba.
Ende Juni 2023 wechselte er für die Saison 2023/24 auf Leihbasis mit Kaufoption zum belgischen Erstdivisionär VV St. Truiden. Dort bestritt er 33 von 40 möglichen Ligaspielen und zwei Pokalspiele. In der nächsten Saison waren es 21 von 36 möglichen Ligaspielen sowie zwei Pokalspiele. 